# 426 v. Chr.
Portal Geschichte | Portal Biografien | Aktuelle Ereignisse | Jahreskalender | Tagesartikel

◄ |
6. Jahrhundert v. Chr. |
5. Jahrhundert v. Chr. |
4. Jahrhundert v. Chr. |
►

◄ | 440er v. Chr. | 430er v. Chr. | 420er v. Chr. | 410er v. Chr. |
400er v. Chr. |
►

◄◄ | ◄ | 429 v. Chr. | 428 v. Chr. | 427 v. Chr. | 426 v. Chr. |
425 v. Chr. |
424 v. Chr. |
423 v. Chr. |
► |
►►

## Ereignisse

### Politik und Weltgeschehen

#### Griechenland
- Peloponnesischer Krieg:  Die Athener Kleon und Demosthenes verstärken Heer und Flotte, trotz des Einspruchs von Nikias und seiner Parteigänger.
- Demosthenes belagert die korinthische Kolonie Leukas ohne Erfolg.
- Sommer:
  - Aufgeschreckt durch das schwere Erdbeben im Golf von Euböa (mit anschließender Erdbebenserie), das als schlechtes Omen angesehen wird, macht die spartanische Expedition nach Attika kehrt.
  - Die Athener setzen die im Vorjahr begonnene Sizilienexpedition fort.
  - Die von Nikias kommandierte athenische Flotte mit 60 Schiffen muss vor Melos, das eigentlich niedergeworfen werden sollte, umkehren und landet stattdessen vor Oropos in Böotien. Die mitgeführten 2000 Hopliten marschieren, nachdem sie von anderen athenischen Truppenkontingenten verstärkt wurden,  nach dem mit Sparta verbündeten Tanagra. Dort kommt es zur Zweiten Schlacht von Tanagra, in der die Truppen Tanagras und Thebens (Böotischer Bund) von den Athenern unter Nikias, Hipponikos und Eurymedon eindeutig besiegt werden.
  - Sparta gründet in Thessalien die neue Kolonie Herakleia Trachinia.
  - Ätolien verbündet sich mit Sparta gegen Athen. Die von Athen nach Ätolien als Antwort geschickten Hopliten werden aber  von der einheimischen leichten Infanterie massakriert.
- Anfang August: Im Rahmen des Ätolienfeldzuges gelingt es dem athenischen Strategen Demosthenes Naupaktos zu verteidigen. In der anschließenden Schlacht von Olpai in Akarnanien kann er unter relativ niedrigen Verlusten die vereinigten Peloponnesier und Ambrakier (die über 2.000 Gefallene beklagen) schlagen. Nach einer Waffenruhe ziehen die Peloponnesier wieder ab und die Ambrakier gehen einen dauerhaften Waffenstillstand mit den Akarnaniern ein.
- In Sparta wird Agis II. als neuer König inthronisiert. Er löst seinen Vater Archidamos II. ab, der im Jahr 422 v. Chr. verstirbt. Gleichzeitig wird der andere König von Sparta, Pleistoanax aus seinem 19-Jährigen Exil zurückgerufen.
- Reinigung von Delos durch die Athener, 2. Katharsis: alle Geburten, Todesfälle und Bestattungen werden untersagt und vorhandene Gräber auf die Nachbarinsel Rinia verlegt.

#### Römische Republik
- 30. November : In Rom werden vom Senat für drei Jahre (bis 424 v. Chr.) Militärtribunen mit konsularischer Gewalt eingesetzt. Für 426 v. Chr. fungieren als Militärtribunen Titus Quinctius Pennus Cincinnatus, Gaius Furius Pacilus Fusus, Marcus Postumius Albinus Regillensis  und Aulus Cornelius Cossus.
- Zweiter Kriegsabschnitt im zweiten Krieg Roms gegen Veji: Sieg der Vejer über die von den Militärtribunen Titus Quinctius Pennus Cincinnatus, Gaius Furius Pacilus Fusus  und  Marcus Postumius Albinus Regillensis  kommandierten römischen Heeresteile.
- Mamercus Aemilius wird daraufhin zum dritten Mal zum Diktator berufen.
- Unter Führung ihres Diktators gelingt es den Römern schließlich, die feindliche Koalition von Veji und Fidenae zu zerschlagen. Fidenae wird geplündert und die Einwohner werden als Sklaven verkauft.

### Kultur
- März/April: Die verlorengegangene Komödie Die Babylonier von Aristophanes erringt den ersten Preis bei den Dionysien.

### Katastrophen
- Ein Erdbeben im Golf von Euböa verwüstet im Sommer die Küsten des Golfes von Malia und des nördlichen Golfs von Euböa in Griechenland. Das Erdbeben löst einen Tsunami aus, der Küsten und Städte überflutet. Die Intensität des Erdbebens wird anhand der historisch überlieferten Schadensbeschreibungen auf XI nach der Medwedew-Sponheuer-Kárník-Skala geschätzt.
- Die seit 430 v. Chr. in Athen wütende Attische Seuche klingt endlich ab.

## Geboren

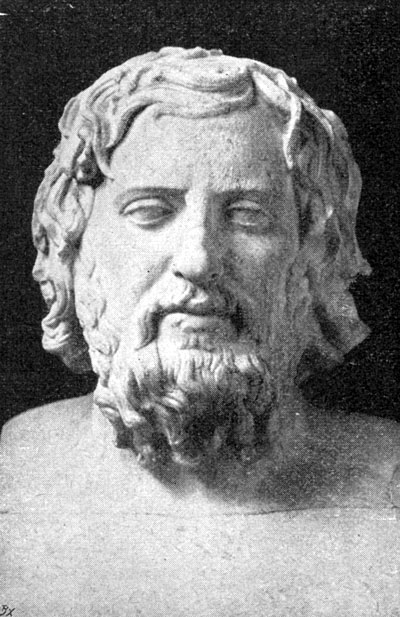
Xenophon

- um 426 v. Chr.: Xenophon, athenischer Schriftsteller, Politiker und Feldherr

## Gestorben
- Eurylochos, spartanischer General, fällt in der Schlacht von Olpai
- Zhou Kaowang bzw. König Kao (Kaowang), chinesischer König der Zhou-Dynastie